# Йосип Волощук
Йосип Волощук, «корифей народного танцю» — відомий, хореограф, танцюрист Рахівщини. Учасник, а згодом і керівник танцювального ансамблю «Лісоруб».

## Біографія
Народився 6 січня 1930 року у Великому Бичкові на Рахівщині в сім'ї робітників. У дружній працьовитій родині Гафії Дмитрівни і Миколи Павловича Волощуків росли — виростали шестеро доньок — Марія, Анна, Олена, Василина, Одотя, Гафія та шестеро синів — Павло, Микола, Іван, Василь, Йосип та Петро. Дівчата вишивали й співали, а от Йосип понад усе любив дивитися, як танцюють.

### Навчання хореографічного мистецтва
З дитинства у нього був потяг до хореографічного мистецтва. Йому легко вдавалися танцювальні рухи, мав відмінну зорову пам'ять. Ще 17-річним разом з друзями вивчив танець «Аркан», який підглянув у віконечко у хаті-читальні, де танцювали перед фольклористом з Ужгорода батько із сином з села Росішки. Група юнаків під його керівництвом успішно потім виступила з цим танцем перед співробітниками лісохімзаводу, а далі й на огляді художньої самодіяльності у Рахові. Згодом Йосип Волощук стає учасником танцювальної групи новоствореного молодіжного ансамблю «Лісоруб» при Великобичківському ліспромгоспі. Запримітивши неабиякі здібності юнака, балетмайстер аматорського колективу Михайло Мотрюк запропонував йому здобути хореографічну освіту. Але в області спеціалізованого закладу, де б мін одержати спеціальні знання, на той час ще не було. Довелося самотужки продовжувати освоювати танці. На обласному огляді художньої самодіяльності його запримітив один з членів журі. Невдовзі талановитого юнака запрошують на стажування в балетну групу заслуженого Закарпатського народного хору. Під керівництвом хореографа Миколи Рамадова хлопець відшліфовує свої артистичні здібності. До речі, його партнеркою в танцях була тоді ще юна, нині — народна артистка України Клара Балог. Уроки, одержані в Ужгороді, стали фундаментом, який визначив вибір цілого життя. Через два роки Йосип Волощук повертається у рідне селище вже досвідченим танцюристом.

### Культурна та хореогафічна діяльність
Ставши завідувачем клубом на місцевому лісохімкобінаті, з головою поринув у роботу танцювальної групи ансамблю пісні і танцю « Лісоруб», яку невдовзі очолив. Займається відродженням самобутніх танців нижнього куща Рахівщини, по крупинках збирає елементи народних танців серед старожителів Великого Бичкова, Лугу, Водиці та інших сіл. Так, після опрацювання матеріалу, з'явилися нові постановки танців «Джурило», «Кривий танець», «Молдавська сюїта», «Аркан», «Решето», «Увиванець». Загальне визнання принесли молодому балет-майстерові самостійно поставлені танці «Гуцульський парубоцький» і «Дуботанець». Потім глядачі побачлили й високо оцінили вокально-хореографічні композиції «Лісоруби і бокораші», «Бичківські вечорниці» у співпраці з митцями Михайлом Мокану та Василем Пекарюком.
Йосип Миколайович завжди був у постійному творчому пошуку. Це завдяки його знахідкам на сцені з'являються «Косівлянка», «Коломийка», «Водичанський скаканий». А етнічно-хореографічна картинка «Бичківське весілля» стала коронним номером ансамблю. Доречно сказати, що старовинних весільних наспівів навчили хористів сестри Йосипа Миколайчука, а сам він записав у Лузі від П. Гощука кілька народних мелодій. У цьому та інших творах, як у краплі води, відбивалися плоди щирого співробітництва балетмейстера з художніми керівниками ансамблю «Лісоруб» М. Куцином, М. Мокану та В. Пекарюком.
Із 1958 по 1968 поки працює в Хустському культосвітньому училищі доїжджаючи туди двічі на тиждень, де викладає хореографію. Певний час вів уроки танцю і при Тересвянському деревообробному комбінаті.
Йосип михайлович Волощук керував танцювальним колективом ансамблю «Лісоруб» із 1952 по 1990 роки, паралельно із 1962 по 1998 роки, очолював танцювальну групу ансамблю «Ялинка» Великобичківського лісокомбінату. Протягом кількох десятиліть у керованих ним танцювальних колективах поставив десятки народних танців. До останнього подиху проводив Йосип Миколайович репетиції, бо без танців не уявляв свого існування.

### Досягнення та нагороди
За багаторічну працю та розвиток хореографічного мистецтва Йосип Волощук одержав чимало нагород: орден «Знак Пошани», ювілейну медаль та безліч дипломів і грамот. У 1980 році йому присвоєно почесне звання «Заслужений працівник культури України». У 1989 році — «Відмінник освіти УРСР».
У Великому Бичкові, на батьківщині митця, 22 жовтня 2000 року був проведений Перший обласний фестиваль імені Йосипа Волощука як згадка про світлу пам'ять корифея народного танцю. Цього ж дня на фасаді селищного Будинку культури було встановлено меморіальну дошку відомому хореографу..